# Lessossibirsk
Lessossibirsk (en russe : Лесосибирск) est une ville du kraï de Krasnoïarsk, en Russie. Sa population s'élevait à 55 730 habitants en 2021.

## Géographie
Lessossibirsk est située sur le fleuve Ienisseï, à 248 km au nord de Krasnoïarsk.

## Histoire
À l'emplacement de la ville actuelle de Lessossibirsk, existait en 1640 le village de Maklakov Loug, du nom de son fondateur. Au XIXe siècle, le village de Malakovo était le centre administratif d'un volost. Lessossibirsk (littéralement « ville en bois de Sibérie ») naît en 1975 comme port fluvial sur l'Ienisseï, de la fusion des localités de Maklakovo et Novomaklakovo. La ville est approvisionnée principalement par voie fluviale depuis Krasnoïarsk, le trajet durant environ 18 heures.

## Population
Recensements (*) ou estimations de la population
| 1959*  | 1970*  | 1979*  | 1989*  |
| ------ | ------ | ------ | ------ |
| 16 262 | 17 228 | 38 625 | 68 349 |

| 2002*  | 2010*  | 2012   | 2013   |
| ------ | ------ | ------ | ------ |
| 65 374 | 61 139 | 60 875 | 60 607 |

## Transports
Lessossibirsk est desservi par autocar (le trajet dure 5 à 6 heures) ou par le train de nuit depuis Krasnoïarsk. Lessossibirsk est le terminus de la ligne de chemin de fer d'Atchinsk, dont l'embranchement est situé au kilomètre 3914 du Transsibérien. Long de 274 km le chemin de fer d'Atchinsk à Lessossibirsk dessert les exploitations forestières situées au nord d'Atchinsk. La la route du Ienisseï (04K-044) traverse la ville. Cette route relie Krasnoïarsk au sud à Ienisseïsk au nord.